# Oncideres voetii
Oncideres voetii är en skalbaggsart som beskrevs av Thomson 1868. Oncideres voetii ingår i släktet Oncideres och familjen långhorningar.
Artens utbredningsområde är Guyana. Inga underarter finns listade i Catalogue of Life.